# Koźmice Małe
Koźmice Małe – wieś w Polsce położona w województwie małopolskim, w powiecie wielickim, w gminie Wieliczka.
W latach 1975–1998 miejscowość administracyjnie należała do województwa krakowskiego.
| Identyfikator miejscowości | Nazwa miejscowości | Rodzaj miejscowości |
| -------------------------- | ------------------ | ------------------- |
| 0340919                    | Kamionki           | część wsi           |
| 0340925                    | Na Dziadku         | część wsi           |
| 0340931                    | Pod Pawlikowicami  | część wsi           |

Pierwsze pisemne wzmianki o wsi Koźmice, obejmującą wówczas późniejsze Koźmice Wielkie oraz Koźmice Małe pochodzą z XIII w. Odrębność Koźmic Małych ukształtowała się ostatecznie pod koniec XIV wieku. W drugiej połowie XV w. wieś należała do rycerskiego rodu Kłębów. W XVI w. i XVII w. właścicielami wsi byli Morsztynowie, którzy byli należeli do wspólnoty braci polskich. Jednym z właścicieli wsi był Zbigniew Morsztyn. Skorowidz wszystkich miejscowości w Królestwie Galicyi zanotował, że w 1918 roku właścicielem wsi był Izydor Chełmecki.
Przez miejscowość przebiega Ariański Szlak w Wieliczce.